# Čermná (Libavá)
Čermná (německy Gross Dittersdorf) je zaniklá německá obec, která se nacházela na náhorní plošině v nadmořské výšce 560 m po obou stranách potoka Čermná (Schwarzbach) nad soutokem Plazského potoka (Bleisbach) a Čermné ve vojenském újezdu Libavá v Oderských vrších (subprovincie pohoří Nízký Jeseník) v okrese Olomouc v Olomouckém kraji. Vesnicí prochází cesta ze zaniklé vesnice Milovany do zaniklé vesnice Velká Střelná. Protože se Čermná nachází ve vojenském prostoru, je veřejnosti bez povolení nepřístupná.

## Historie
Čermná vznikla asi kolem roku 1300 podle tzv. „olomouckého práva“ a z roku 1324 pochází první písemná zmínka pod tehdejším názvem Dytreychsdorf. Obec založil Petr z Čáslavic, který zde byl také prvním rychtářem. Obec byla také známa v 16. století pod názvy Čermá nebo Černá a později také Čermné a současné Čermná. Součástí obce byla také zaniklá osada Popelný kout (Ascherwinkel) s 18 domy, zaniklá osada Bleiss, 3 vodní mlýny (Čermenský Mlýn (Dittersdorfer mühle), Plazský Mlýn (Bleismühle) a Vesnický mlýn (Dorf Mühle)), 2 větrné mlýny, pošta, hasičská zbrojnice, pily, lom, záložna, 4 hostince, dobrovolnické spolky a sdružení, a od roku 1779 také škola. V Čermné byl také farní kostel svaté Máří Magdalény, který byl písemně zmiňován již v 16. století a také hřbitov. Největšího počtu obyvatel (tj. 1004 lidí) měla obec v polovině 19. století. V okolí obce se pěstoval také len. Obec zanikla s vysídlením německého obyvatelstva v roce 1946 a vznikem vojenského prostoru v následujících letech. Dnes lze najít v Čermné jen ruiny budov a památník obce, který vybudovali na své náklady původní němečtí rodáci. Zničený hřbitov v Čermné je v rámci možností pietně upraven a za vesnicí se nachází kříž u cesty (restaurovaný v roce 1993).
Na katastru Čermné se nachází Vodní cvičiště Čermná, které je u soutoku potoka Čermná a Plazského potoka a které využívá především Armáda České republiky.

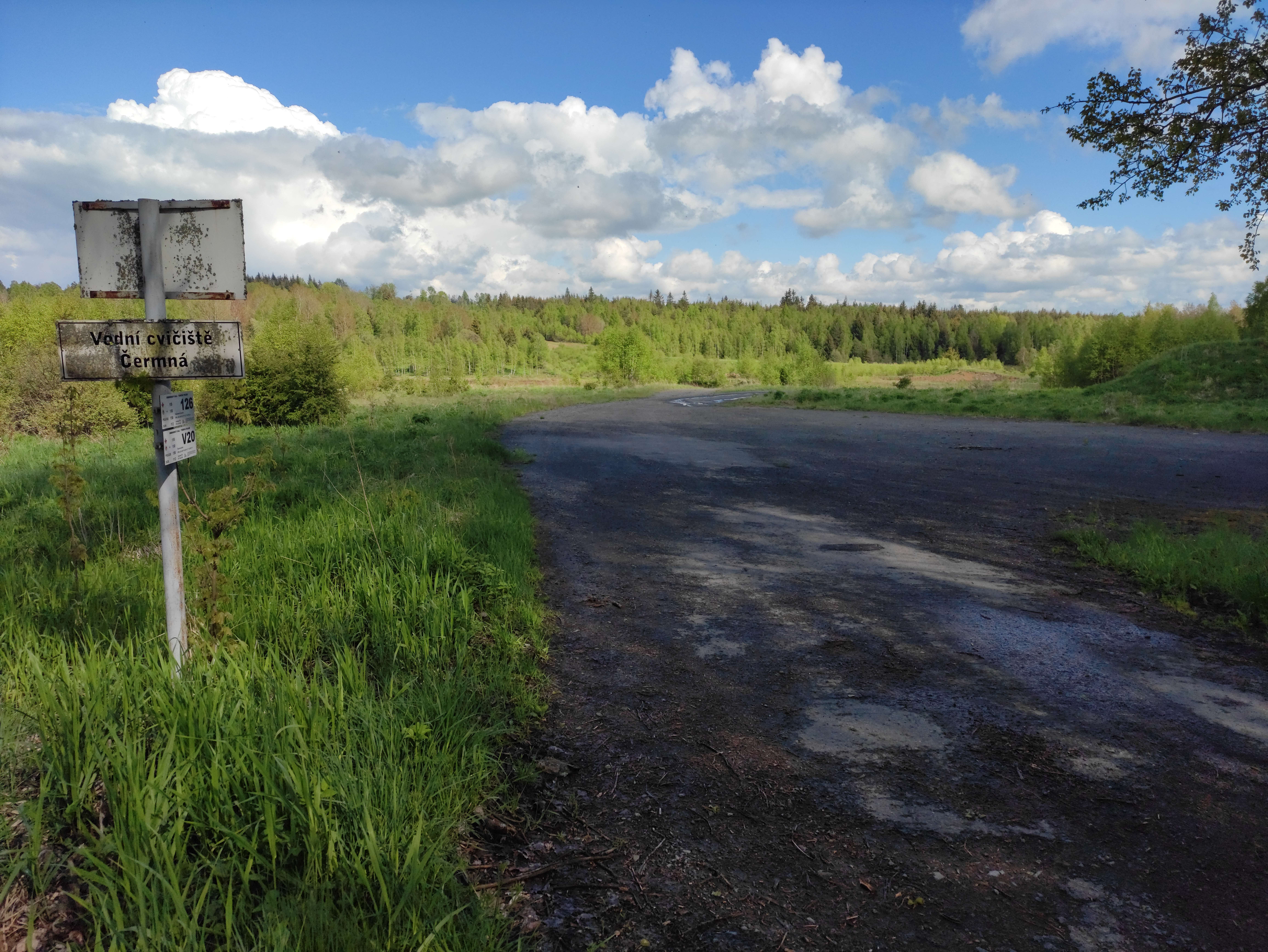
Vodní cvičiště Čermná
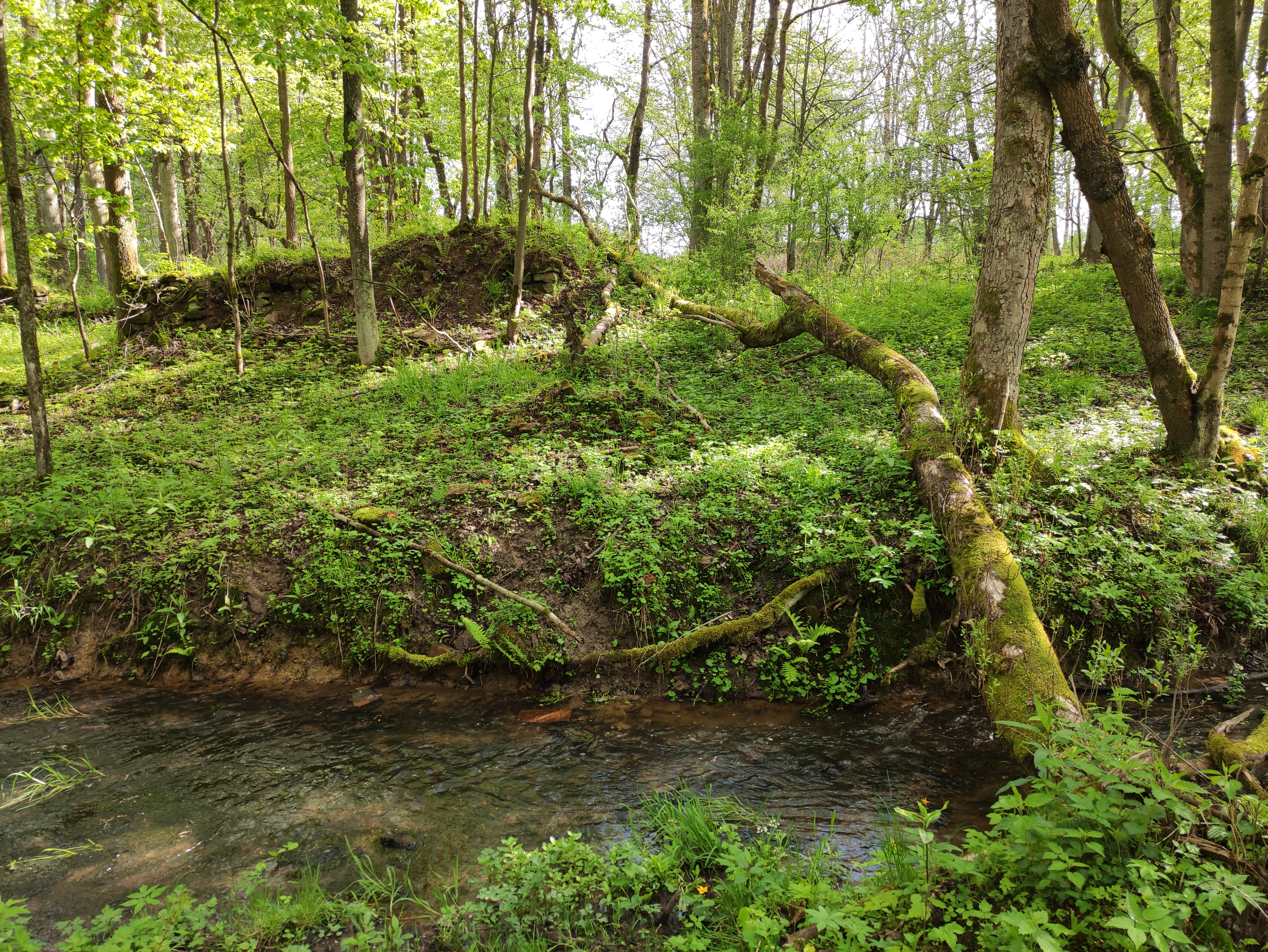
Čermná – ruiny staveb
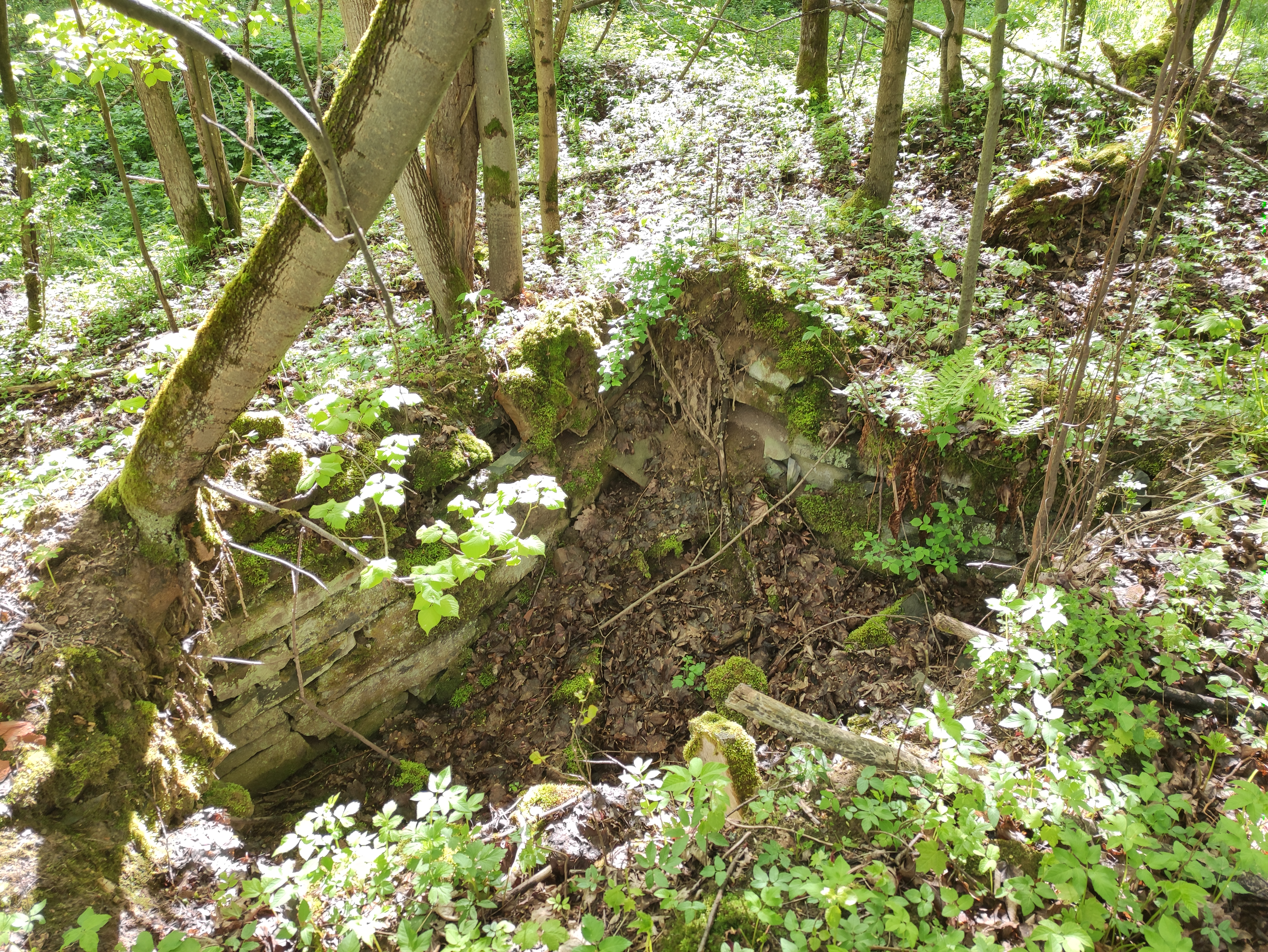
Čermná – ruiny staveb
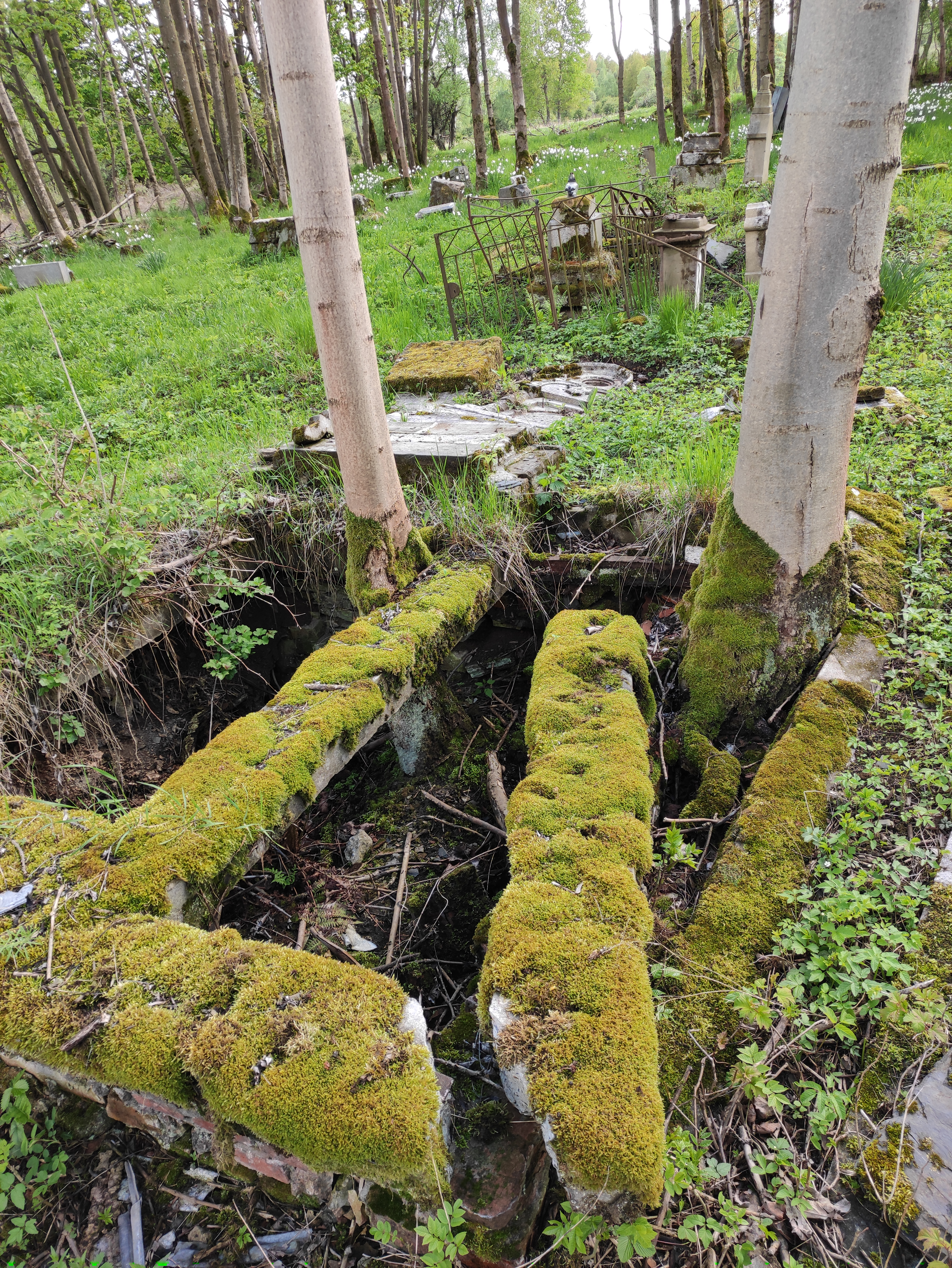
Čermná – hřbitov
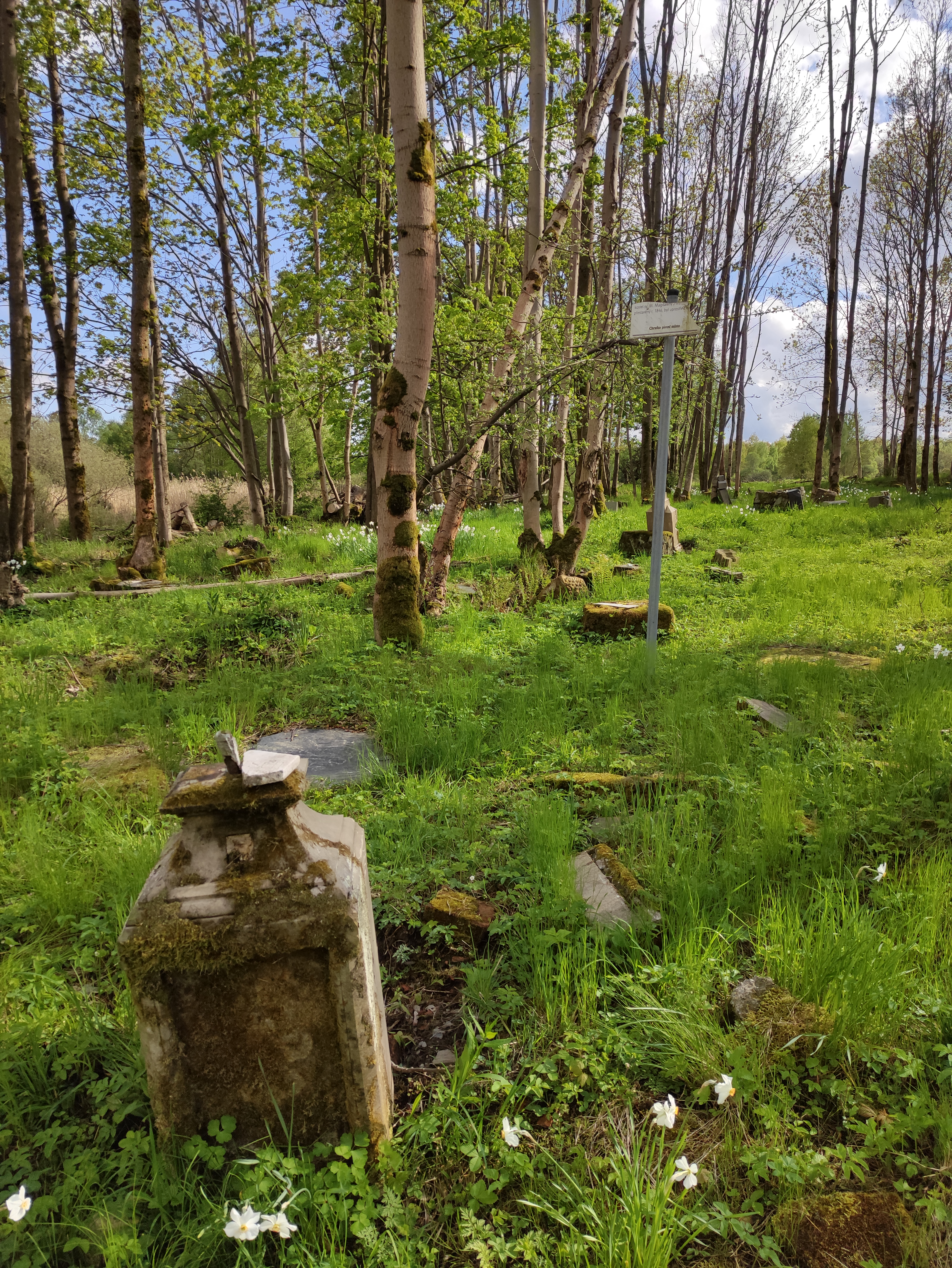
Čermná – hřbitov
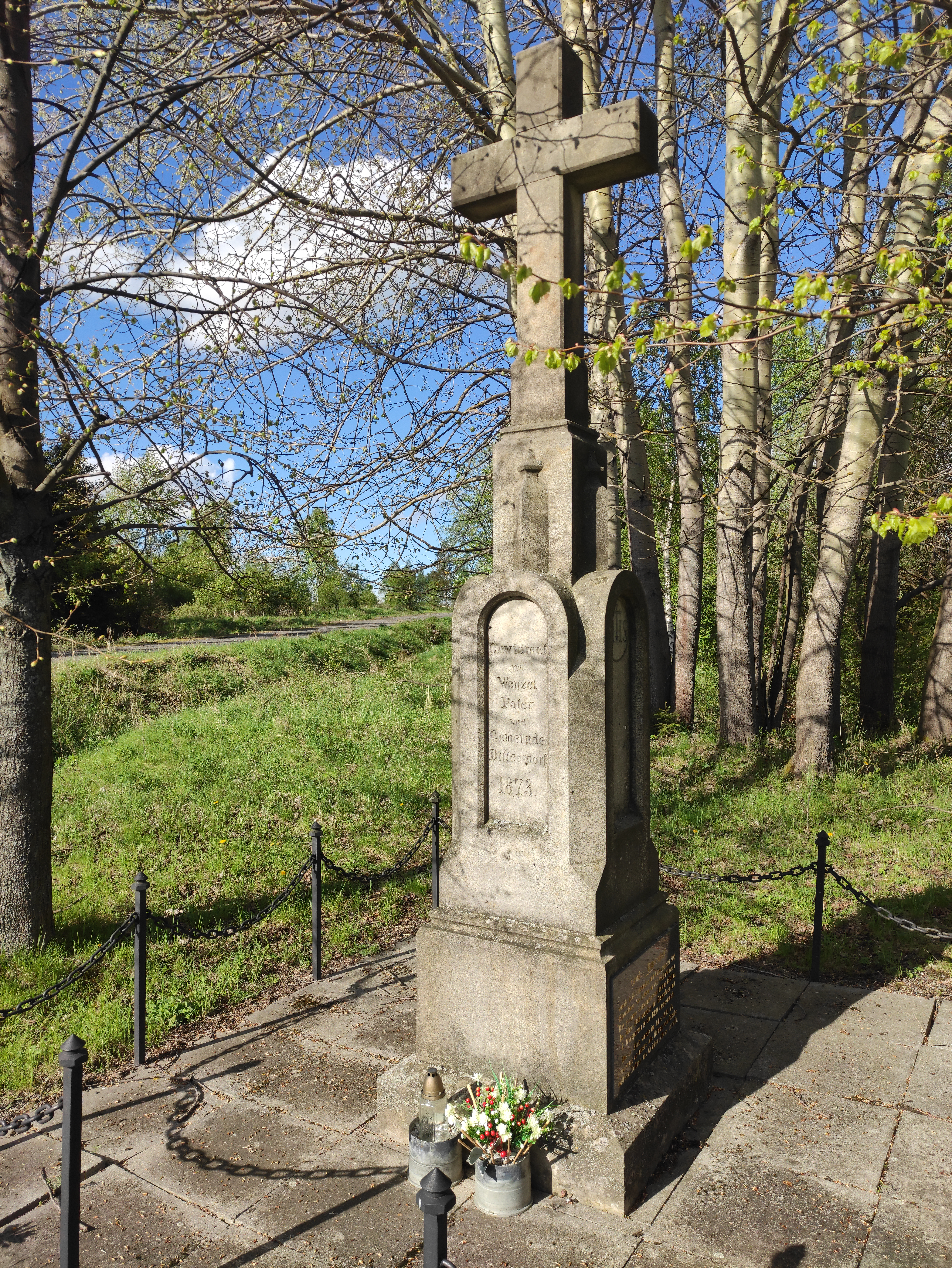
Kříž u cesty za obcí Čermná